# Bécasseau cocorli
Calidris ferruginea
Espèce
Statut de conservation UICN

 VU A2bcd+4bcd : Vulnérable

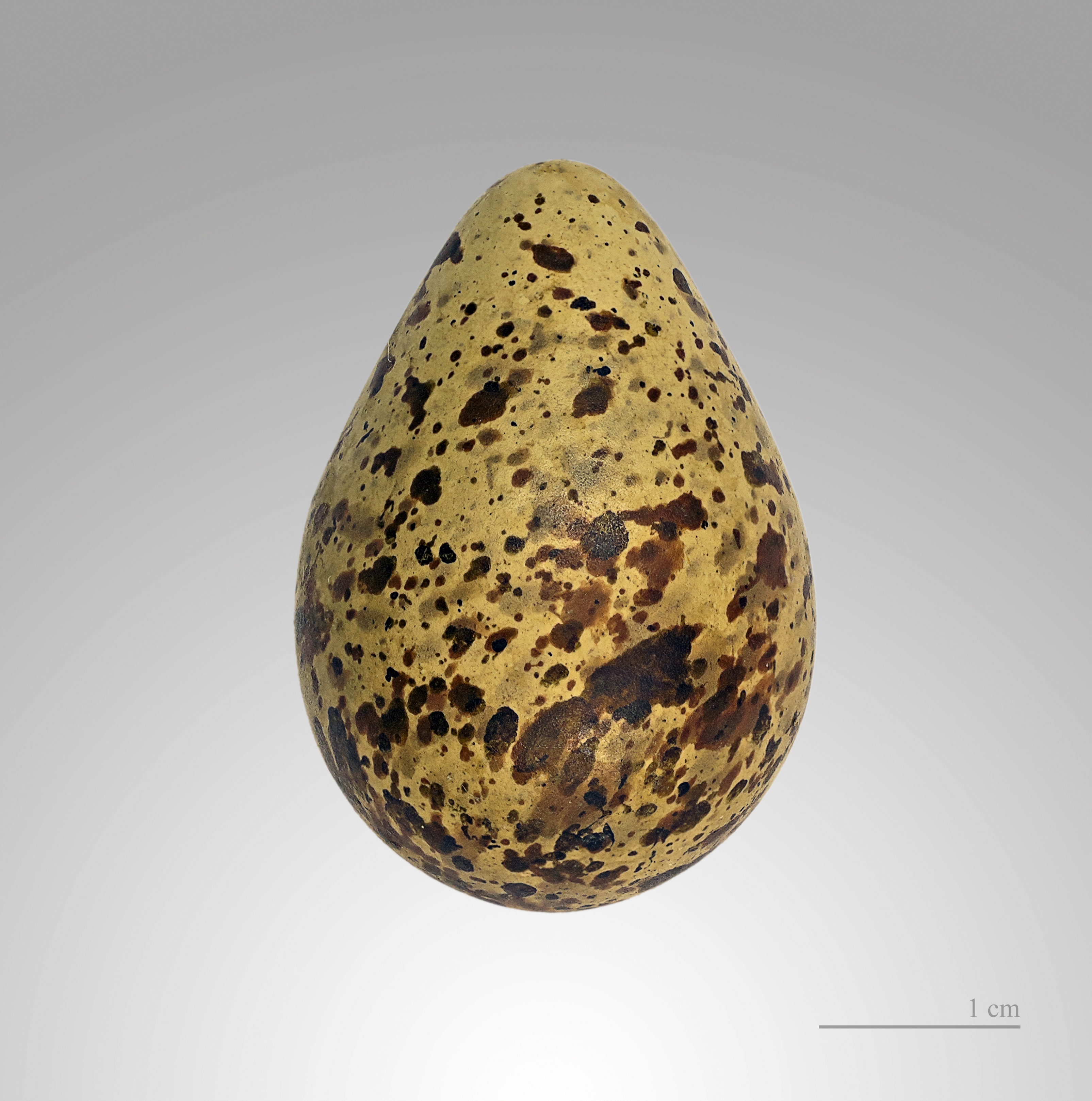
Œuf de Bécasseau cocorli - Muséum de Toulouse

Le Bécasseau cocorli (Calidris ferruginea) est une espèce d'oiseaux limicoles de la famille des Scolopacidae.

## Identification
Au printemps, le Bécasseau cocorli est muni d'un plumage ocre-roux. Il se distingue par son bec noir recourbé comme les courlis, sa calotte grise-brune, ses plumes de couverture souvent tachées de brun-noir et fringées de blanc et ses pattes noires. Son plumage change à l'automne, le dessus devient gris-brun et le dessous blanc.
Au vol, le croupion et la barre alaire blancs, de cet oiseau, qui caractérisent cette espèce, se remarquent nettement.
Il n'y a pas de dimorphisme sexuel marqué entre les mâles et les femelles, leur plumage étant identique.

## Habitat
Le Bécasseau cocorli fréquente plages, vasières et tourbières pour capturer la nourriture dont il a besoin et rejoint les landes des toundras pendant la période de reproduction.

## Régime alimentaire
Le Bécasseau cocorli se nourrit principalement d'insectes, crustacés, mollusques et de vers qu'il va trouver sur les plages, ainsi que dans les vasières et les tourbières.

## Reproduction
Les couples de Bécasseau cocorli s'installent dans les landes début juin, souvent par petits groupes isolés. Pendant les parades nuptiales, les couples enchaînent poursuites au vol en alternant des battements rapides et glissades. Vers fin juin - début juillet, les femelles vont pondre environ 4 œufs, brun-olive à verdâtre tacheté de brun et de violacé, à même la mousse des landes.

## Caractéristiques
Cet oiseau mesure 18 à 20 cm de longueur pour une envergure de 42 à 45 cm et une masse mâle de 45 à 90 g pour le mâle et de 50 à 80 g pour la femelle.

## Protection
Le Bécasseau cocorli bénéficie d'une protection totale sur le territoire français depuis l'arrêté ministériel du 17 avril 1981 relatif aux oiseaux protégés sur l'ensemble du territoire. Il est donc interdit de le détruire, le mutiler, le capturer ou l'enlever, de le perturber intentionnellement ou de le naturaliser, ainsi que de détruire ou enlever les œufs et les nids, et de détruire, altérer ou dégrader son milieu. Qu'il soit vivant ou mort, il est aussi interdit de le transporter, colporter, de l'utiliser, de le détenir, de le vendre ou de l'acheter.

### Sources
- Taylor D. (2006) Guide des limicoles d'Europe, d'Asie et d'Amérique du Nord. Delachaux & Niestlé, Paris, 224 p.
- Georges Dif. (1997) "Les oiseaux des côtees de France". Nathan, Paris, 215p.